# Sprengboot Revel
Das Sprengboot Revel (auch Tanks marini), benannt nach dem Erfinder Paolo Thaon di Revel, war der Prototyp eines Sprengbootes der königlich-italienischen Marine, welche 1916 vom italienischen Marineamt in Auftrag gegeben wurde, um die Wirksamkeit kleiner und schneller operierender Kleinkampfverbände gegenüber größeren Marineeinheiten im Ersten Weltkrieg zu testen.

## Entwicklungsgeschichte
Im Frühjahr 1916 führten Überlegungen der italienischen Marineführung dazu, die größeren Kampfschiffe der Österreichischen Marine mit neuartigen Kleinkampfmitteln anzugreifen und zu vernichten, ohne größere Seeschlachten auszulösen. In einem ersten Schritt dazu sollten von Venedig aus die Kriegsschiffe der k.u.k. Marine im Hafen von Pola angegriffen werden. Da die feindlichen Schiffe dort durch Minen-, Netz- und Balkensperren gegen Angriffe geschützt waren, wandte sich die italienische Marineführung mit der Forderung an Admiral di Revel, ein Gerät zu konzipieren, das im Stande war, Balkensperren zu überwinden und dann die Schiffe mittels Torpedos anzugreifen. Der Rückgriff auf Torpedos, statt der späteren konventionellen Sprengladung im Bug, war notwendig, da zu dieser Zeit keine geeigneten Motoren zur Verfügung standen, die hohe Angriffsgeschwindigkeiten ermöglicht hätten.
Planungsphase und Baubeginn des Prototyps im Juni 1916 unterlagen derart geheimen Sicherungsmaßnahmen, dass nur wenige Informationen erhalten sind. Aus einem nicht verifizierbaren Grund wurde der ursprünglich geplante Elektromotor mit 40 PS Hauptleistung durch einen wesentlich schwächeren 10-PS-Motor abgelöst. Dieser arbeitete zwar verhältnismäßig geräuschlos, hatte aber den Nachteil, dass das Sprengboot nahezu über das Wasser schlich. Die Marineleitung war über die ersten Testfahrten derart enttäuscht, dass sie den Prototyp nach den Tests zu anderen Aufgaben abzog, nicht zuletzt auch der Tatsache wegen, dass die bis dato eingesetzten Schnellboote der italienischen Marine (Typ M.T.S.) wesentlich effizienter und deren Motoren bei höherer Leistung leiser waren.
Das Projekt wurde aufgegeben. Seine Konstruktionseckdaten fanden jedoch Verwendung in dem 1917 entstandenen Kletterboot der königlichen Marine.